# 5ZIGENインターナショナル
5ZIGENインターナショナル株式会社（ごじげんインターナショナル、英: 5ZIGEN INTERNATIONAL INC.）は、大阪府八尾市に本社を置く自動車部品メーカー。主にマフラーやアルミホイールの製造・販売を行っている。

## 概要
1987年2月に大阪府東大阪市で株式会社ディジョンカーズとして設立。国内有数の自動車用マフラーメーカーで、社名よりも主力ブランドである「5ZIGEN（5次元）」の呼び名で知られた。ブランドを用いた当初は、漢字表記の「五次元」も用いられていたが、後に「5次元」及び「5ZIGEN」へ統一。
その後、5ZIGENインターナショナル株式会社に商号変更し、本社を大阪府八尾市に移転した。

## 主な製品
- マフラー
- アルミホイール
- レーシングアイテム（レーシングスーツ、レーシンググローブ など）
- カスタムパーツ
- ファングッズ
- アクセサリー（ハイエース用パーツ）

## ブランド
- ProRacer（マフラー、アルミホイール ほか）
- KOMA（マフラー、アルミホイール、アクセサリー）
- 5ZIGEN（マフラー、アルミホイール ほか）
- ARD（レーシングアイテム）
- Sports Engine（アルミホイール）

## モータースポーツ
レーシングチーム「TEAM 5ZIGEN」を運営。これまでに全日本F3000からフォーミュラ・ニッポンへと続く国内トップフォーミュラの他、全日本F3選手権・全日本ツーリングカー選手権・全日本GT選手権・スーパー耐久などに参戦。2009年は、4年振りにスーパー耐久（ST3クラス）に参戦した。木下代表曰く「トップカテゴリーのレースが複雑になり、参戦するハードルが高くなってきた」ことを機に、2009年をもって5ZIGENはレース参戦を一時休止。10年のブランクを置き、「やっぱりレースをしないと楽しくない。S耐であれば参加型のレースなのでやってみようかなと」2019年からS耐へ参戦復帰した。2024年からはFIA-F4選手権（インディペンデントクラス）にも参戦している。

### 参戦歴

#### 全日本F3000選手権/全日本選手権フォーミュラ・ニッポン
1993年よりアドレーシングとのジョイント体制で参戦を開始し、1995年より単独チームとして参戦。
当初はチャンピオン争いに絡むまでには至らなかったが、年を経るごとに体制が強化され、1998年より松本恵二をレースディレクターに招聘。2001年にはチームチャンピオンを獲得している。しかし2006年からは2年連続でノーポイントに終わるなどチーム力が低下し、さらに2007年頃に発生したサブプライムローン問題に端を発する世界的な景気悪化から、2008年をもってフォーミュラ・ニッポンへの参戦を休止した。
- 1993年 - 株式会社アド・レーシング

#37 ミカ・サロ／#38 田中実
- 1994年 - チーム5ZIGEN with AD RACING TEAM

#17 ミカ・サロ /リチャード・ディーン／#18 田中実 → トーマス・ダニエルソン / 西垣内正義／#50 田中実
- 1995年 - TEAM 5ZIGEN

#1 マルコ・アピチェラ／#5 ジェフ・クロスノフ／#6 光貞秀俊
- 1996年 - TEAM 5ZIGEN （チームランキング 10位）

#5 マルコ・アピチェラ／#6 光貞秀俊
- 1997年 - TEAM 5ZIGEN （チームランキング  - 位）

#5 マーク・グーセン／#6 リスト・ヴィルタネン → 田嶋栄一
- 1998年 - TEAM 5ZIGEN （チームランキング 5位）

#5 マーク・グーセン／#6 脇阪薫一
- 1999年 - TEAM 5ZIGEN （チームランキング 5位）

#5 脇阪薫一 → 田中哲也／#6 田中哲也 → ミハエル・クルム
- 2000年 - TEAM 5ZIGEN （チームランキング 2位）

#5 服部尚貴／#6 ミハエル・クルム
- 2001年 - TEAM 5ZIGEN （チームランキング 1位）

#5 服部尚貴／#6 ミハエル・クルム
- 2002年 - TEAM 5ZIGEN （チームランキング 4位）

#5 服部尚貴／#6 道上龍 / 光貞秀俊
- 2003年 - TEAM 5ZIGEN （チームランキング 7位）

#5 道上龍／#6 福田良 → ジェームス・コートニー
- 2004年 - ADiRECT TEAM 5ZIGEN （チームランキング 5位）

#1 本山哲／#2 金石年弘
- 2005年 - TEAM 5ZIGEN （チームランキング 6位）

#5 松田次生
- 2006年 - TEAM RECKLESS 5ZIGEN → TEAM 5ZIGEN （#5） / M&O with TEAM 5ZIGEN （#6） （チームランキング  - 位）

#5 道上龍／#6 折目遼 → ジョアオ・パオロ・デ・オリベイラ
- 2007年 - SG team 5ZIGEN （チームランキング  - 位）

#5 平中克幸／#6 吉本大樹
- 2008年 - SG team 5ZIGEN （チームランキング 10位）

#5 金石年弘／#6 平中克幸 / 吉本大樹

#### 全日本ツーリングカー選手権
- 1993年

#5 ミカ・サロ／西垣内正義／田中実（3クラス、5ZIGEN カローラ）
- 1995年

#50 岡田秀樹（5ZIGEN CIVIC）

#### 全日本GT選手権
- 1997年 - TEAM 5ZIGEN

#5 田嶋栄一／マーク・グーセン （GT500クラス、5ZIGEN SUPRA）（チームランキング 5位）
#9 日置恒文／木下正治 （GT300クラス、PCJ 5ZIGEN RSR）（チームランキング 14位）
- 1998年 - TEAM 5ZIGEN

#5 マーク・グーセン／桧井保孝 / 田嶋栄一 （GT500クラス、5ZIGEN SUPRA）（チームランキング 11位）

#### N-1耐久/スーパー耐久
- 2000年 - FALKEN MOS with TEAM 5ZIGEN

#50 竹内浩典／田中哲也／近藤真彦（クラス1、5ZIGEN☆ファルケンGTR）（シリーズランキング 1位）
#52 西垣内正義／原貴彦／小林敬一（クラス4、5ZIGENファルケンパルサー）（シリーズランキング 2位）
#53 木下正治／服部尚貴／ヒロミ／谷口信輝（クラス4、5ZIGEN JICシビック）（シリーズランキング 6位）
- 2001年 - TEAM 5ZIGEN

#5 Rd.1-4 服部尚貴／八木宏之（クラスN+、5ZIGEN INTEGRA）（シリーズランキング 10位）
Rd.5 服部尚貴／八木宏之／ヒロミ（クラス4、5ZIGEN S2000）（シリーズランキング - 位）
- 2002年 - TEAM 5ZIGEN

#5 服部尚貴／西垣内正義／道上龍（クラスN+、5ZIGEN INTEGRA）（シリーズランキング 6位）
- 2003年 - TEAM 5ZIGEN

#5 道上龍／服部尚貴（クラスN+、5ZIGEN INTEGRA→5ZIGEN ACCORD）（シリーズランキング 4位）
- 2004年 - TEAM 5ZIGEN

#5 光貞秀俊／吉本大樹（クラスN+、5ZIGEN ACCORD）（シリーズランキング 4位）
- 2009年 - TEAM 5ZIGEN

#5 平中克幸／松浦孝亮／吉本大樹（ST3クラス、5ZIGEN ホンダ・NSX　NA2　シリーズタイトル獲得）
- 2019年 - TEAM 5ZIGEN （Rd.6 スポット参戦）

#500 大井貴之／青木孝行／坂本祐也（ST-Zクラス、5ZIGEN AMG GT4）（シリーズランキング 6位）
- 2019年 - TRACY SPORTS

#39 下垣和也／大井貴之／近藤説秀／大島和也／伊藤裕仁／廣島嵩真（ST-3クラス、5ZIGEN ADVICS RC350 TWS TRACY）（シリーズランキング 5位）
- 2019年 - TRACY SPORTS SPV Racing

#5 山本謙悟/鵜飼龍太/三島優輝/青合正博/Kenny Lee Wan Yuen/⼭⽥遼/Tang Tien Foo Roy/稲田昌文/青木孝行/岩佐歩夢（ST-4クラス、5ZIGEN ADVICS SPV 86）（シリーズランキング 5位）
- 2020年 - TEAM 5ZIGEN

#500 大塚隆一郎／青木孝行／下垣和也／鉢呂敏彦／金石年弘／廣島嵩真／坂本祐也（ST-Zクラス、5ZIGEN AMG GT4）（シリーズランキング 3位）
- 2021年 - TEAM 5ZIGEN

#500 大塚隆一郎／金石年弘／ジェイク・パーソンズ／太⽥格之進／金丸ユウ（ST-Zクラス、5ZIGEN AMG GT4）（シリーズランキング 3位）
- 2022年 - TEAM 5ZIGEN

#500 大塚隆一郎／太⽥格之進／金石年弘（ST-Zクラス、5ZIGEN AMG GT4）（シリーズタイトル獲得）
- 2023年 - TEAM 5ZIGEN

#500 HIROBON／川端伸太郎／塩津佑介／金丸ユウ（ST-Xクラス、5ZIGEN GTR GT3）（シリーズランキング 7位）